# Helmut Wilhelm
Helmut Wilhelm (ur. 1954 w Niedersimten będącej dzielnicą Pirmasens) – niemiecki okulista, profesor kliniki okulistycznej Uniwersytetu w Tybindze. Specjalizuje się w neurookulistyce, badaniach nad źrenicą oraz okulistyce ruchu komunikacyjnego.

## Życiorys
Maturę zdał w rodzinnym Niedersimten. Medycynę studiował we Fryburgu, szwedzkiej Uppsali oraz w Moguncji. Dysertację pt. Keratoskopie und Berechnung der Hornhautoberfläche mit einem zylindrischen Keratoskop, obronił we Fryburgu. Rok praktyki oraz służbę cywilną odbył w szpitalu braci bonifratrów w Trewirze (1982-1983). W pierwszej pracy w Bernkastel-Kues pracował na oddziale kardiologii (1983-1984). W 1984 przeniósł się na Uniwersytet w Tybindze do zespołu prof. Elfriede Aulhorn zajmującego się neurookulistyką. W 1988 uzyskał specjalizację z okulistyki, a w 1996 – habilitację (temat rozprawy: Neue Erkenntnisse in der Untersuchung der Pupille). W 2002 awansował w Tybindze na pozycję außerplanmäßige Professor. 
Specjalizuje się w badaniach nad źrenicą, neurookulistyce klinicznej oraz kwestiach okulistycznych w ruchu komunikacyjnym. Od 1989 pracował jako Oberarzt na oddziale kierowanym przez prof. Eberharta Zrennera. Od 2012 jest odpowiedzialny w tybińskiej klinice za neurookulistykę (całą kliniką okulistyczną w Tybindze kieruje od 2007 roku Karl Ulrich Bartz-Schmidt). Od 2010 współpracuje także z kliniką okulistyki w Sulzbach/Saar (niem. Augenklinik Sulzbach), kierowaną przez Petera Szurmana.
Jest autorem i współautorem licznych artykułów publikowanych w wiodących czasopismach okulistycznych, m.in. w „Graefe's Archive for Clinical and Experimental Ophthalmology", „Investigative Ophthalmology & Visual Science", „Der Ophthalmologe", „Acta Ophthalmologica", „Experimental Eye Research" oraz „Klinische Monatsblätter für Augenheilkunde".
Należy m.in. do komisji ruchu komunikacyjnego (niem. Verkehrskommission) Niemieckiego Towarzystwa Okulistycznego (niem. Deutsche Ophthalmologische Gesellschaft, DOG) oraz Niemieckiego Towarzystwa Medycyny Ruchu Komunikacyjnego (niem. Deutsche Gesellschaft für Verkehrsmedizin).
Od 1979 żonaty z Barbarą. Ma troje dzieci. Mieszka w Ofterdingen. 